# Europeiska gränsregionförbundet
Europeiska gränsregionförbundet (Association of European Border Regions, AEBR) är en internationell sammanslutning av europeiska gränsregioner, så kallade EU-regioner.